# Arideva Malla
Arideva Malla, también conocida como Arimalla, (Maithili: अरिदेव मल्ल) fue el primer rey de la dinastía Malla en el valle de Katmandú, también conocido como Nepal Mandala en ese momento.

## Etimología de Malla
A principios del siglo XII, empezaron a aparecer personajes notables en el valle de Katmandú cuyos nombres terminaban en el término Malla (luchador en sánscrito), lo que indicaba una persona de gran fuerza y poder. Aridev era un gran admirador de la lucha y él mismo era luchador, por lo que es posible que añadiera la palabra Malla a su nombre y luego surgiera la dinastía Malla. Sin embargo, esto es objeto de debate, ya que la palabra Malla ya existía antes de que existiera la dinastía Malla. Fue el primer rey que recibió ese nombre, y la práctica de adoptarlo fue seguida regularmente por los gobernantes de Nepal hasta el siglo XVIII.
Otra posibilidad es que Arideva adoptara el título Malla porque era popular en esa época en la India. Parece más convincente porque él pertenecía a la dinastía iniciada por Vamadeva, y ninguno de sus predecesores utilizó Malla en sus nombres. Si tal es el caso, la dinastía Malla se separa de la comunidad Malla que se originó en la India.

## Reinado
Aunque el motivo de su reinado no está clara, se cree que reinó desde 1201 hasta 1216 y fue sucedido por su hijo Abhaya Malla.